# Mario Kart Live: Home Circuit
Mario Kart Live: Home Circuit ist ein Mixed-Reality-Ableger der Mario-Kart-Serie, der am 16. Oktober 2020 für Nintendo Switch veröffentlicht wurde. Das Spiel wurde von Velan Studios entwickelt und nutzt reale funkgesteuerte Karts, die auf die Steuerung des Spielers auf der Konsole reagieren. Der Spieler legt zuvor eine Strecke mit den mitgelieferten Teilen auf dem Fußboden aus.

## Spielprinzip
Das Spiel besteht aus 4 Toren und 2 Wegweisern, die man in seiner Wohnung aufbauen kann. Um spielen zu können, muss man sich die kostenlose Software herunterladen und benötigt ein physisches Mario Kart. Gemeinsam mit 4 der Koopalinge fährt man Rennen, die auf der Nintendo Switch angezeigt werden. Außerdem gibt es, wie in den anderen Mario-Kart-Teilen auch, Items, durch die man sich Vorteile verschaffen kann.